# Grabovci
Grabovci (Грабовци) település Szerbiában, a Vajdaságban, a Szerémségi körzetben, Ruma községben.

## Demográfiai változások
| 1948 | 1953 | 1961 | 1971 | 1981 | 1991 | 2002 |
| ---- | ---- | ---- | ---- | ---- | ---- | ---- |
| 1434 | 1712 | 1742 | 1728 | 1594 | 1488 | 1480 |